# 中央広播電視総台
中央広播電視総台（ちゅうおうこうはでんしそうだい、中国語: 中央广播电视总台、英語: China Media Group、略称：中央広電総台、CMG、中国之声(英語: Voice of China)）は、中華人民共和国の国営放送機構。2018年3月21日に中国中央電視台、中国国際電視台、中央人民広播電台と中国国際広播電台が合併して設立された。国務院直属の事業単位であり、中国共産党中央宣伝部がリーダーシップをとる。

## 歴史
中央人民広播電台は、1940年に中国共産党が陝甘寧辺区延安で創立した「延安新華放送局」を前身とし、1941年に外国語番組の放送を開始した。その後、1949年12月5日に「中央人民広播電台」と改称され、中華人民共和国の国家放送局となった。1978年、中央人民広播電台の対外放送（北京広播電台）が中央人民広播電台から分離され、中国国際広播電台となった。
中国中央電視台（CCTV）は1958年に「北京電視台」として成立し、1978年に「中国中央電視台」と改称された。2016年末には中国中央電視台傘下の中国国際電視台（中国環球電視網）が放送を開始した。中国中央電視台は、2018年の中国国家機構改革前まで、中央人民広播電台、中国国際広播電台とともに副部級の事業単位で国家新聞出版広電総局が管理し、あわせて「中央三台」と称されていた。
2018年、中共中央は『党と国家機構の改革深化方案』を発表し、中央三台を「中央広播電視総台」に統合、国務院直属とし、対外統一呼号を「中国之声」とした。初代中央広播電視総台台長兼党組書記には、中国中央電視台台長の慎海雄が就任した。中央広播電視総台は設立後、アジア地域、延いては世界最大規模の放送局の一つとなる。
2018年4月19日午前、中央広播電視総台は除幕式を行い、本部は中央電視台彩色電視中心に設置された。光華路にある中国中央電視台の本社ビルや復興門外大街にある中央人民広播電台の本社ビル、それに石景山路にある中国国際広播電台の本社ビルは、それぞれ中央広播電視総台光華路弁公区、復興門弁公区、魯谷弁公区に名称変更された。
中央広播電視総台の設立後、マルチメディア融合発展の動きが現れた。その中で、中央人民広播電台のアナウンサーは初めて『新聞聯播』のニュースを担当した。中央三台の文芸番組も番組制作の全過程を一体化する。
2019年6月、中央広播電視総台新聞中心、中央広播電視総台総編室が相次いで設立された。これにより、ニュース番組の記録・再生一体化を実現することが可能になった。
2019年8月28日、設立後初の新放送「粤港澳大湾区之声」の放送開始を発表し、同時に粤港澳大湾区之声のインターバル・シグナルを発表し、設立から約1年半の間独自のインターバル・シグナルがなかったことに終止符を打った。

## 組織

### 内部組織
- 弁公庁
- 総編室
  - 播音員主持人管理中心
- 新聞中心
  - 采訪中心
  - 編輯中心
  - 聯播中心
- 内参輿情中心
- 財経節目中心
  - 交通節目中心
- 文芸節目中心
  - 音楽節目中心
  - 大型活動中心
- 体育青少節目中心
- 社教中心
- 影視劇記録片中心
- 民族語言節目中心
  - 西蔵節目中心
  - 新疆節目中心
- 港澳台節目中心
- 英語環球節目中心
- アジア・アフリカ地区語言節目中心
- 欧州ラテン・アメリカ地区語言節目中心
- 華語環球節目中心
- 融合発展中心
- 新聞新媒体中心
- 視聴新媒体中心
- 国際電播計画局
- 人事局
- 財務局
- 総経理室
  - 広告運営中心
  - 版権運営中心
  - 報刊管理中心
- 技術局
  - 技術管理中心
  - 技術制作中心
  - 播出電送中心
- 国際交流局
- 創新発展研究中心
- 機関党委員会
- 老干部局

### 直属の事業単位
- 中央広播電視総台音像資料館
- 中央広播電視総台影視翻訳制作中心
- 中央広播電視総台地方機構管理中心
- 中央広播電視総台海外機構管理中心
- 中国農業電視電影中心（中央広播電視総台農業農村節目中心）[注釈 3]
- 中国人民解放軍新聞伝播中心広播電視部（中央広播電視総台軍事節目中心）[注釈 4]
- 国家応急広播中心
- 中央新聞記録電影制片廠
- 北京科学教育電影制片廠
- 中国広播交響楽団（中国愛楽楽団）
- 中央少年広播合唱団
- 銀河少年電視芸術団
- 中央衛星電視電播中心（代管）

### グループ企業
- 中国国際電視総公司
- 中視国際伝媒（北京）有限公司
- 中視伝媒股份有限公司
- 中国電視劇制作中心有限責任公司
- 央視国際網絡有限公司
- 中央数字電視伝媒有限公司
- 央視動画有限公司
- 未来電視有限公司
- 中国環球電視網
- 中視購物有限公司
- 中視体育娯楽有限公司
- 中国広播電視国際経済技術合作総公司（代管）
- 央視頻融媒体発展有限公司
- 中国広播音像出版社
- 央広新媒体文化伝媒（北京）有限公司
- 銀河互聯網電視有限公司
- 国広国際在線網絡有限公司
- 国広伝媒発展有限公司

## 幹部
| 台長 - 慎海雄（2018年3月 - ） 副台長 - 閻暁明（2018年3月 - ） | 党組書記 - 慎海雄（2018年3月 - ） |